# ساختار لانه‌زنبوری

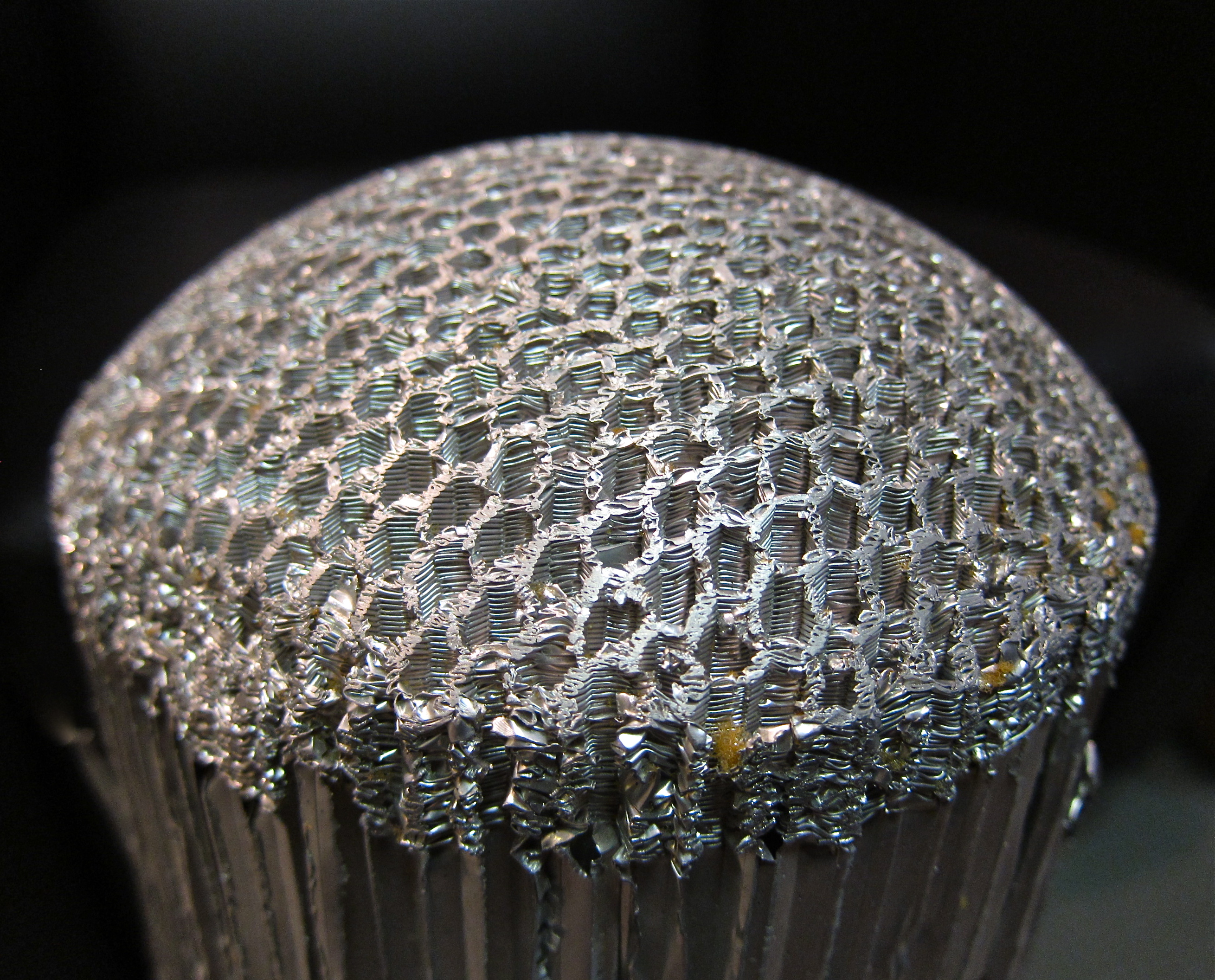
ساختار لانه زنبوری در آلومینیوم

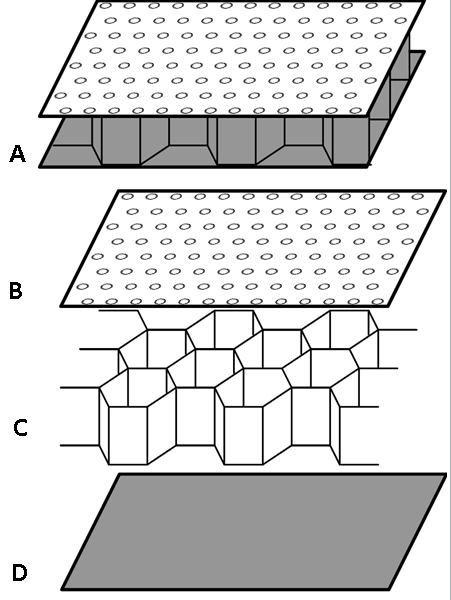

ساختارهای لانه زنبوری (به انگلیسی: Honeycomb structure) یا به صورت طبیعی در مواد وجود دارد یا این که ساختهٔ انسان هستند که شکل هندسی آن‌ها به صورت لانهٔ زنبور است که باعث می‌شود در مواد با این ساختار مقدار مادهٔ اولیه به کار گرفته شده کمتر شود، در نتیجه هزینهٔ کمتری به همراه خواهد داشت.
ساختار مواد لانه زنبوری می‌تواند تغییرات گسترده‌ای را دربر گیرد اما همهٔ آن‌ها یک ویژگی مشترک دارند آن هم قرار گرفتن آرایشی از سلول‌های توخالی بین دیواره‌های نازک عمودی است. سلول‌های تو خالی اغلب به شکل ستونی و شش ضلعی هستند.
قرار گرفتن آرایشی از سلول‌های توخالی میان صفحات نازک باعث می‌شود تا مقاومت در برابر تنش در مواد با این ساختار بالا باشد. این مواد در جاهایی استفاده می‌شوند که سطح‌های تخت یا منحنی مورد نیاز باشد یا مقاومت بالایی نیاز داشته باشیم، برای مثال در صنعت هوا فضا استفاده گسترده‌ای دارند و ساختار لانه زنبوری در آلومینیوم و فایبرگلاس و کامپوزیتهای پیشرفته از سال ۱۹۵۰ در راکتها و فضاپیماها مورد استفاده قرار گرفته‌است.

## سیستم تقویت‌کننده ساندویچ پانل لانه زنبوری
پانل‌های لانه زنبوری در صنعت هواپیمایی و دیگر کاربردهای صنعتی استفاده می‌شود. لانه زنبوری از پوسته نازک با صفحات درونی و بیرونی تشکیل شده‌است. هسته در لانه زنبوری پیکر بندی شده‌است که بین پوسته اول و دوم پیوند خورده‌است. ممکن است این پانل به‌طور کلی ساندویچ پانل نامیده شود و هدف این اختراع ساختار صفحه‌ای است که تقویت‌کننده پانل می‌باشد و آن هم به گونه‌ای است که پوسته و هسته جدا از هم هستند.
یک مثال عمده برای این اختراع تقویت پانل‌های لانه زنبوری تقویت شده در هواپیما است. در ساختار موتور جت هواپیما برای کاهش صدای موتور از این پانل استفاده می‌شود. در هنگام نیروی وارده بالا، تفاوت شدید دما، لرزش، ممکن است پوست پانل لانه زنبوری از هسته جدا شود که در این حالت ممکن است خرابی عمدی موشک هسته‌ای را در پی داشته باشد.
برای تعمیر پانل لانه زنبوری در محیط خود یک روش عمده این است که می‌توان از میله‌های جوش داده شده برای پیوستن دو پوسته با هسته استفاده کرد. این روش موفقیت‌آمیز است اما بسیار وقت گیر است، با توجه به درجه پاکیزگی بالایی که هنگام تأسیس و وقت جوش زدن آن‌ها وجود دارد. محیط‌های لوله در پانل در معرض دوده، روغن، و مواد دیگر هستند. تمیز کردن پانل‌ها در این حالت و در حالت جوش زدن بسیار دشوار است.
این اختراع مربوط به پانل‌های لانه زنبوری است که به روش جوش کاری نیاز ندارند. این اختراع سیستم مکانیکی و تقویت پوست متصل به هسته را انجام می‌دهد. این دستگاه مکانیکی برای وصل پیچ به ساندویچ پانل و مقاومت پوسته و هسته می‌باشد. مقاومت پوسته و هسته و پایه‌ای که بین آن‌ها وجود دارد.
در سیستم تقویت‌کننده ساندویچ پانل پوسته‌های اول و دوم توسط هسته با فاصله از هم جدا می‌شوند. این اختراع قابل انطباق با هر نوع پوسته و هسته پانل است که قابل استفاده در مونتاژ پانل لانه زنبوری می‌باشد. این پانل‌ها نسبت به وزن خود قدرت بسیار بالایی دارند، به همین خاطر در صنعت حمل و نقل از آن‌ها استفاده می‌شود. پوسته‌های پانل لانه زنبوری معمولاً از مواد سفت و سخت مثل پلاستیک، شیشه یا فلز است.
پانل‌های لانه زنبوری فلزی اغلب در صنعت هوانوردی که محیط‌های سخت هستند، برای جلوگیری از صدا و کاهش آن در قسمت موتور عقب هواپیما استفاده می‌شود. ساندویچ پانل در این محیط باعث تفاوت چشمگیر دما، فشار و ارتعاش می‌شود. این سیستم تقویت باعث جلوگیری از لایه لایه شدگی پوست می‌شود. تعمیر این نوع ساندویچ پانل در محیط خود دشوار است.
در این‌جا روش بهبود یافته‌ای برای انجام تعمیرات و تقویت ساندویچ پانل از جمله پانل لانه زنبوری وجود دارد :
مرحله اول نیاز به سوراخی در خط پانل است که از طریق پوسته اول و هسته و پوسته دوم می‌باشد. قطر این سوراخ کمی بزرگ‌تر است. سپس لوله‌ای را از این سوراخ در خط پانل رد کرده که در برابر ضخامت صفحه اصلی قرار می‌گیرد. قطر خارجی سوراخ در پوسته دوم کمی کمتر از قطر سوراخ در پوسته اول است.
در مرحله بعد لوله پس از وارد شدن به سوراخ در صفحه قرار داده می‌شود و قطر آن بزرگ‌تر از قطر سوراخ خارجی پوسته اول می‌شود. در این شیوه محدوده اصلی پوسته اول با لوله درگیر است و لوله نیز با سطح داخلی پوسته دوم درگیر است. در این فاصله بین پوسته اول و دوم هسته قرار می‌گیرد. سپس با استفاده از پیچ به هم متصل می‌شوند. پیچ با استفاده از واشر در سطح خارجی پوسته اول و مهره در سطح خارجی پوسته دوم به هم متصل می‌شوند، به‌طوری‌که وقتی مهره در پیچ قرار می‌گیرد پوسته‌های اول و دوم از نظر ضخامت ثابت باقی می‌مانند.
سیستم تقویت‌کننده ساندویچ پانل آسان و ارزان است. با استفاده از یک لوله و پیچ و مهره و واشر می‌توان آن را تقویت کرد. این سیستم تقویت‌کننده به شعله، جوش کاری، گرما، لحیم کاری یا هر گونه اقدام دیگر نیاز ندارد و تنها دو سوراخ در پوسته اول و دوم ایجاد می‌شود و سپس با لوله و پیچ و مهره آن را تقویت می‌کنند.

### کاربرد ساختار لانه زنبوری در آیرودینامیک
شبکه‌های لانه زنبوری اغلب در آیرودینامیک برای کاهش یا ایجاد آشفتگی باد استفاده می‌شود. همچنین برای به دست آوردن مشخصات استاندارد (دما، سرعت جریان) در یک تونل باد استفاده می‌شود. یک عامل مهم در انتخاب شبکه یا مش مناسب نسبت طول به قطر سلولی لانه زنبوری است.
اگر نسبت <۱=مش لانه زنبوری طول کم را می‌توان در جلوی پنجره وسایل نقلیه استفاده کرد. علاوه بر دلایل زیباشناختی، این شبکه‌ها به عنوان صفحه نمایش برای دریافت یکنواخت مشخصات و کاهش شدت آشفتگی استفاده می‌شود.
اگر نسبت >>۱=مش لانه زنبوری با نسبت طول بزرگ، موجب تشدید چرخش جریان می‌شود. تونل‌های بادی اولیه از آن‌ها بدون صفحه نمایش استفاده می‌کردند که این روش شدت آشفتگی بالا را در بخش آزمون نشان داد. بیشتر تونل‌های مدرن از لانه زنبوری و صفحه نمایش استفاده می‌کنند.

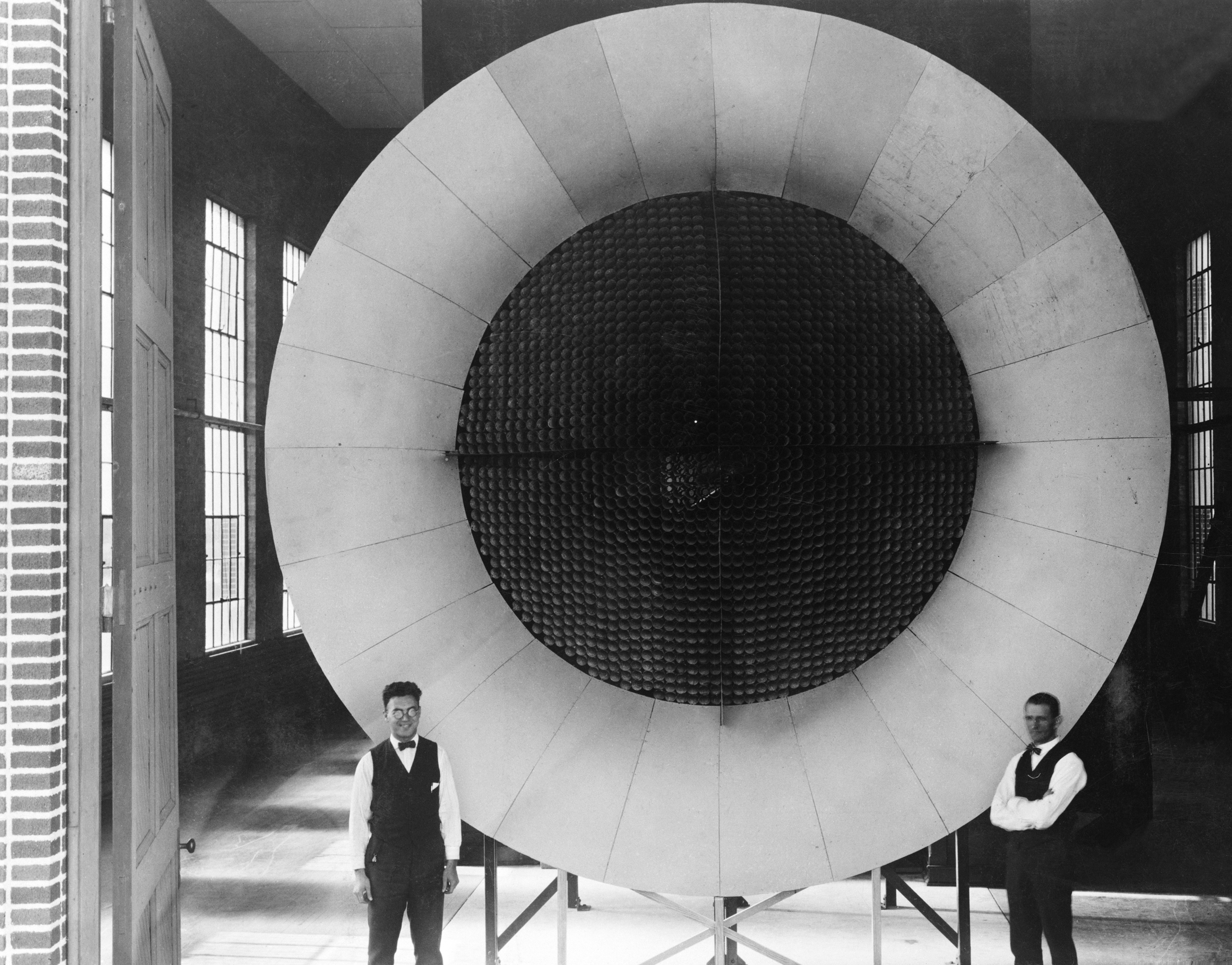
لانه زنبوری، مرکز غربالگری برای اولین تونل باد لنگلی

در تونل‌های بادی، مرکز لانه زنبوری، غربالگری این ورودی هوای آزاد، یک جریان مستمر و بدون آشوب را فراهم می‌کند. دو مکانیک نزدیک انتهای ورودی تونل واقعی قرار می‌گیرند، جایی که هوا از طریق یک لانه زنبوری به بخش تستوسترون منتقل می‌شود تا جریان را تمیز کند.

### استفاده دانشمندان از ساختار ۶ ضلعی لانه زنبوری برای استحکام نانوساختارها
دانشمندان با الهام گرفتن از ساختار شش ضلعی لانه‌های زنبوری و استحکام فوق‌العاده آن، در نظر دارند تا ضریب استحکام نانولوله‌های کربنی را نیز افزایش دهند.
هنگامی که یکی از بازوها در ساختار شش ضلعی لانه زنبوری شکسته می‌شود، بازوهای مجاور می‌توانند به راحتی بار آن را بر دوش بکشند و این خاصیت به ویژگی انتقال نیروها در این خاصیت بازمی‌گردد.
این ساختار شش گوشه‌ای در نانولوله‌های کربنی این امکان را به آن‌ها می‌دهد تا خاصیت انعطاف‌پذیری و انتقال انرژی بیشتری از خود نشان دهند.
دانشمندانی از دانشگاه تسینگوا در پکن اخیراً ویژگی‌های مکانیکی سوپر ساختارهای شش ضلعی را مورد بررسی دقیق قرار دادند. این ساختارها از تکرار به دفعات شاخه‌های Y شکل ایجاد می‌شوند و می‌توانند نیروها را به بخش‌های مختلف ساختار شش ضلعی منتقل کنند.
به عقیده دانشمندان ویژگی اصلی سوپر ساختارها به نوع چینش عالی ساختاری آن‌ها بازمی‌گردد: ساختارهای میان تهی از بازوها و ترکیب عالی آنها. در مقایسه با ساختارهای مستقیم و خطی نانویی، ساختارهای شش ضلعی نانویی از استحکام فوق‌العاده‌ای در زمان تحمل بیشترین فشارها برخوردار هستند.

### انتقال اطلاعات به کمک ساختار لانه زنبوری نیترید بور
دانشمندان به ماده‌ای دست یافته‌اند که می‌تواند در دمای اتاق یک پالس منفرد از نور کوانتومی ساطع کند. یک ساختار لانه زنبوری از اتم‌های بور و نیتروژن می‌تواند با پردازش دقیق پالس‌های نوری کوانتیزه، فوتون‌های منفردی ساطع کند که می‌توانند اطلاعات را منتقل کنند.
تیمی از محققان دانشگاه سیدنی ماده‌ای ارائه کردند که می‌تواند یک پالس منفرد از نور کوانتومی را در دمای اتاق ساطع کند. این اکتشاف اخیراً در مقاله «انتشار کوانتومی از تک لایه‌های نیترید بور شش ضلعی» در مجله نانوتکنولوژی طبیعت منتشر شده‌است.
منتشرکننده‌های کوانتومی دمای اتاق تاکنون تنها در مواد ۳ بعدی نظیر الماس مشاهده شده‌اند، که این امر مسیر را برای دستیابی به فوتون‌ها و ذرات نوری، به‌جای الکترون‌ها برای پردازش اطلاعات مسدود می‌کند. مواد خطی و نازک برای جهش بعدی فناوری ضروری می‌باشند. مواد نازک نظیر گرافین، یک لایه نازک از کربن خالص، ساده‌ترین ماده ممکن برای این کار می‌باشند.
مایک فورد به عنوان عضوی از تیم چهار نفره، یک ساختار لانه زنبوری از اتم‌های بور و نیتروژن را یک ماده بی‌نظیر معرفی کرده‌است. این ماده از نظر اتمی نازک است و به صورت متعارف به عنوان روان‌کننده استفاده می‌شود، همچنین این ماده می‌تواند با پردازش دقیق پالس‌های نوری کوانتیزه، فوتون‌های منفردی ساطع کند که می‌توانند اطلاعات را منتقل کنند. او همچنین اضافه می‌کند که تراشه‌های رایانه‌ای نوری جزء اهداف بزرگ گروه محققان می‌باشد.
الکترون‌ها برای حمل اطلاعات و صدا در ادوات مدرن نظیر گوشی‌های موبایل و رایانه‌ها استفاده می‌شوند. فوتون‌ها همچنین می‌توانند انقلابی در سرعت محاسبات ایجاد کنند و گرمای کمتری تولید کنند. عضو دیگر گروه، ایگور آهارونویچ ادعا می‌کند که منبع فوتونی تنها از هر جانشین دیگری بهتر می‌باشند و محاسبات کوانتومی و مخابرات کاملاً ایمن را تضمین می‌کنند.
بر اساس گفته‌های یک عضو دیگر گروه، ترانگ توان ترن هدف نهایی استفاده از ماده در ادواتی است که در مواقع نیاز یک فوتون منفرد تولید می‌کنند. همچنین بر اساس نظر وی ساخت این ماده بسیار آسان است. این ماده یک گزینه بادوام می‌باشد، چرا که می‌تواند در دمای اتاق استفاده شود. این ماده ارزان و پایدار در مقادیر زیاد در دسترس می‌باشد. گروه با توجه به نیترید بور، در نظر دارد یک نمونه اولیه برای فناوری‌های کوانتومی مقیاس‌پذیر ایجاد کند. فناوری‌هایی که در عصر محاسبات کوانتومی پیشگام خواهند بود.

### تاریخچه
شانه شش ضلعی از زنبور عسل از زمان‌های قدیم مورد تحسین و ستایش قرار گرفته‌است. گفته می‌شود اولین ماده با ساختار لانه زنبوری توسط دایدالوس از مادهٔ طلا به روش ریخته‌گری موم بیش از ۳۰۰۰ سال پیش‌ساخته شده‌است. همچنین اقلیدس و زنودوروس فیلسوفان یونانی کشف کردند که شکل شش ضلعی در مصالح ساختمانی کارآمدی بیشتری دارد. اتاق‌های مخفی در گنبد پانتون در رم یک نمونه اولیه از ساختار لانه زنبوری است.
هوگو یونکرز ابتدا ایده یک هسته لانه زنبوری را در ساختار ورقه‌ای مورد بحث قرار داد. او اولین سلول‌های لانه زنبوری را برای استفاده از هواپیما در سال ۱۹۱۵ پیشنهاد داد. وی جزئیات مفهوم خود را برای به‌کارگیری ورقه‌های فلزی در پوشش هواپیما توضیح داده و معتقد است که ورق فلزی نیز می‌تواند در فشرده‌سازی بارگیری شود اگر در فواصل کوتاه با کنار هم قراردادن مجموعه‌ای از سلول‌های مربع یا مستطیل یا مثلثی یا توده‌های تو خالی شش ضلعی پشتیبانی شود. مشکل اتصال یک پوست مداوم به هسته سلولی بعداً به ساختار اضافه شد که می‌توان آن‌ها را با هم پیچاند یا جوش داد.

### شیوهٔ تولید مواد با ساختار لانه زنبوری
امروزه هسته‌های لانه زنبوری از طریق فرایند توسعه و ریخته‌گری از مواد کامپوزیتی مانند فایبرگلاس‌ها، پلاستیک تقویت شده توسط فیبر کربن، یا از فلز (معمولا آلومینیوم) تولید می‌شود.
هستهٔ لانه زنبوری ترموپلاستیکی (معمولا از پلی پروپیلن) توسط فرایند اکستروژن از طریق یک بلوک از پروفیل‌های اکسترود شده یا لوله‌های اکسترود شده که از ورقه‌های لانه زنبوری برش داده می‌شود، ساخته می‌شود.
اخیراً یک فرایند منحصر به فرد برای تولید ساختار لانه زنبوری گرمانرم ساخته شده‌است که امکان تولید مستمر هسته لانه زنبور و همچنین تولید خط تولید سلول‌های لانه‌سازی مستقیم پوست را به پانل ساندویچ با قیمت مناسب را فراهم می‌کند.
امروزه انواع متنوعی از مواد را می‌توان به یک کامپوزیت لانه زنبوری تبدیل کرد. به عنوان مثال، لانه زنبوری مقوا در پالت‌های کاغذی و مسدود کردن و چسباندن استفاده می‌شود.